# Meunasah Lambaro
Meunasah Lambaro is een bestuurslaag in het regentschap Aceh Besar van de provincie Atjeh, Indonesië. Meunasah Lambaro telt 536 inwoners (volkstelling 2010).